# Ilaria del Carretto
Ilaria del Carretto (Zuccarello, 1379 – Lucca, 1405) è stata una nobile italiana.
Apparteneva al casato dei marchesi di Zuccarello.

## Biografia

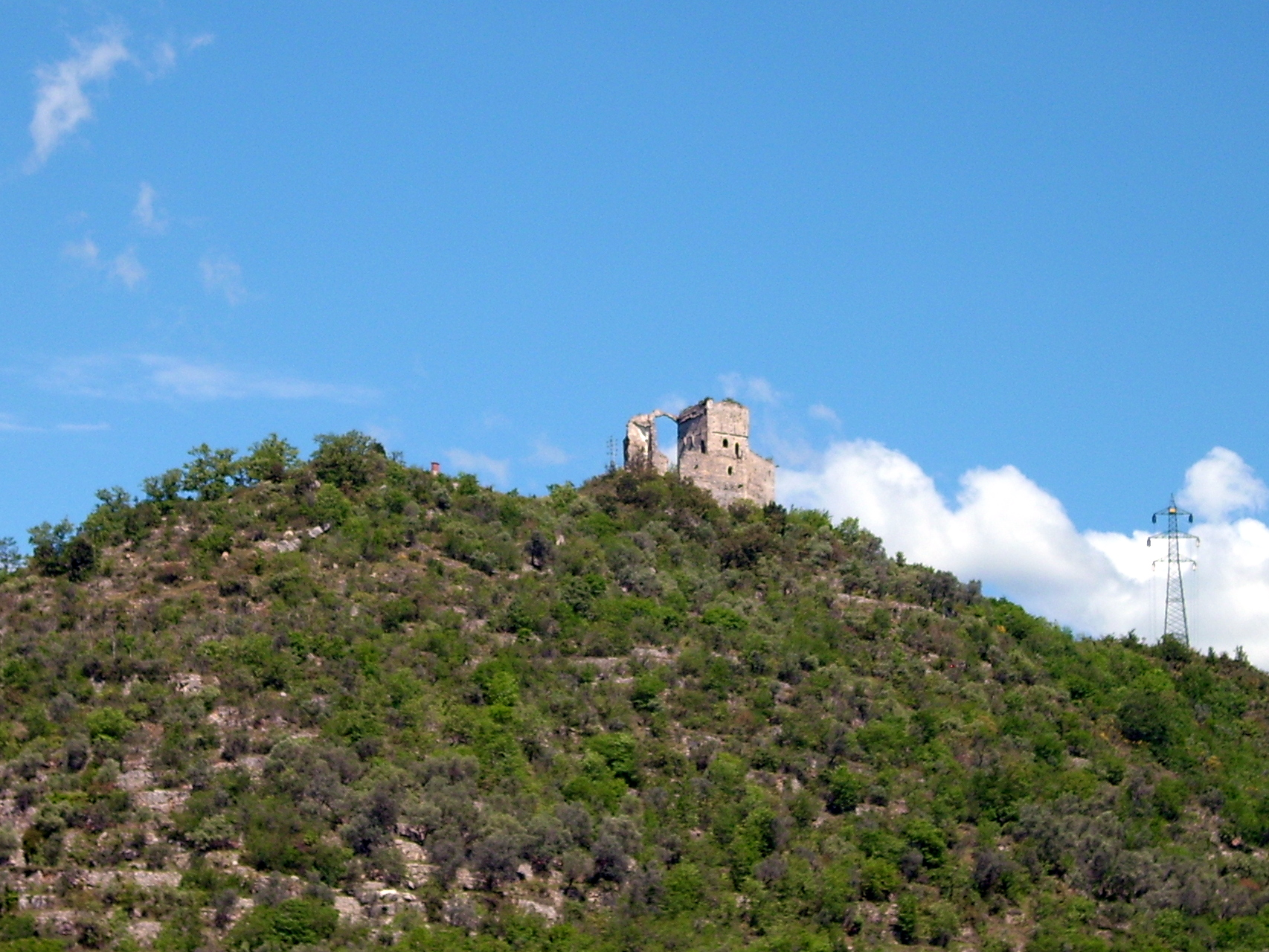
Castello Del Carretto a Zuccarello, dove Ilaria nacque

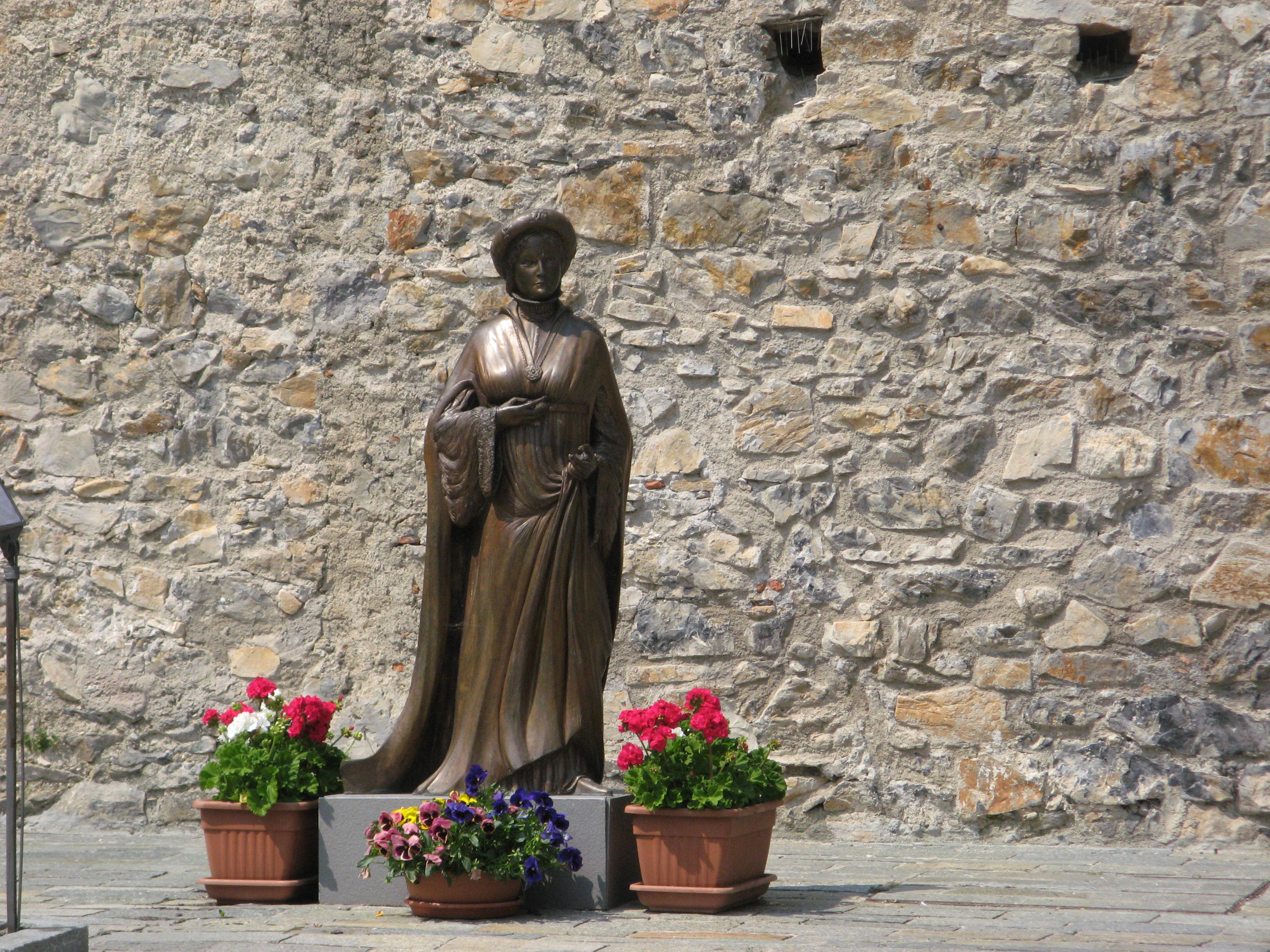
Statua di Ilaria
Zuccarello (SV)

Ilaria nacque da Carlo I del Carretto, dal 1379 primo marchese Del Carretto di Zuccarello, e da Pomellina Adorno. 
E' stata la seconda delle quattro mogli di Paolo Guinigi, signore di Lucca tra il 1400 e il 1430. Sposatasi nel 1403 diede alla luce due figli, Ladislao e Ilaria Minor. 
Il maschio partecipò alla guerra del Finalese del 1447-1448 mentre la secondogenita andò in sposa al figlio di Battista Fregoso, doge della Repubblica di Genova.
Ilaria morì durante il parto della figlia Ilaria Minor, nel 1405.
Per lei il marito commissionò il famoso sarcofago, capolavoro di Jacopo della Quercia, visibile nella cattedrale di San Martino a Lucca. La sua salma però è sepolta nella chiesa di San Francesco.
A suo ricordo, nel 2007, è stata eretta una statua bronzea all'ingresso sud del borgo medievale di Zuccarello.

## Citazioni
- Gabriele D'Annunzio compose una poesia su Lucca pubblicata all'interno della sezione "Le città del silenzio" nella raccolta Elettra nel 1903. Nella poesia, D'Annunzio descrive Lucca come la città "dall'arborato cerchio" (con riferimento alle Mura di Lucca) dove "dorme la donna del Guinigi" (con riferimento a Ilaria del Carretto).

(Gabriele D'Annunzio, Elettra)
Nel corso della poesia D'Annunzio prosegue con la descrizione del sarcofago di Ilaria del Carretto, indicando che essa non è più la signora delle terre bagnate dal fiume Serchio
(Gabriele D'Annunzio, Elettra)
- Ilaria del Carretto è ricordata anche nella poesia di Salvatore Quasimodo Davanti al simulacro d'Ilaria del Carretto, contenuta nella raccolta Ed è subito sera (1942)

- È citata anche in una poesia di Pier Paolo Pasolini, L'Appennino, contenuta ne Le ceneri di Gramsci (1957).

- La figura di Ilaria del Carretto pervade la trama del romanzo Soliloquio a mezza voce di Liala.